# Joaquín Gorrochategui Churruca
Joaquín Gorrochategui Churruca (Joakin Gorrotxategi Txurruka en èuscar), nascut a Eibar el 1953, és un lingüista basc. Dirigeix l'Institut d'Estudis Clàssics de la Universitat del País Basc.

## Biografia
Diplomat el 1982 en filologia clàssica per la Universitat de Salamanca amb la tesi "Estudio sobre la onomástica indígena de Aquitania en relación con la de las zonas vecinas" dirigida per Koldo Mitxelena, Joaquín Gorrochategui completà els seus estudis a França (Tolosa), i més tard a Alemanya (Bonn). Jean-Baptiste Orpustan va dir d'aquesta tesi que comporta el «comentari lingüístic més complet i més recent de les inscripcions llatines d'Aquitània, analitzant diversos termes on ha distingit un lèxic en aparença proper al basc i representant per una part un estat antic d'aquesta llengua i indicacions sobre la seva extensió territorial a la darrera etapa de l'Antiguitat»
Joaquín Gorrochategui ha escrit més d'un centenar d'articles, duit a terme conferències a nombroses universitats europees i dirigit tesis de lingüística basca, itàlica, eslava i paleohispànica. S'ha interessat en particular en la recerca sobre les llengües i les epigrafies preromanes, en l'estudi dels vestigis de la llengua basca
És membre del comitè editorial de diverses revistes científiques basques i d'arreu i és membre corresponent de l'Acadèmia de la llengua basca. És un expert en el si de diverses agències d'avaluació i de la Comissió Consultiva encarregada de provar l'autenticitat dels grafits del jaciment romà d'Iruña-Veleia. També és membre numerari de Jakiunde o Acadèmia basca de les ciències, les arts i les lletres.

## Obres

### Llibres
- Metodo konparatzailea hizkuntzalaritza historikoan, A. Meillet, Bilbao: Euskal Herriko Unibertsitatea, Argitalpen Zerbitzua, 2001, ISBN 84-8373-358-7.
- Onomástica indígena en Aquitània, Lejona, Biscaia: Servei Editorial, Universitat del País Basc, 1984, ISBN 84-7585-013-8.

### Publicacions col·lectives[3]
- Euskara zaharra, Pirinioetako hizkuntzak: oraina eta lehena: Euskaltzaindiaren XVI. Biltzarra, 2011, ISBN 978-84-95438-76-8, págs. 695-716.
- Aintzinateko euskararen nondik norakoak, Euskalgintza XXI. mendeari buruz XV. biltzarra: Hizkuntza gaiak, 2008, ISBN 978-84-95438-26-3, págs. 361-378.
- Reflexiones sobre la historia social del valle del Duero: las denominaciones personales, amb Milagros Navarro Caballero, José María Vallejo Ruiz, "Villes et territoires dans le bassin du Douro à l'époque romaine: actes de la table-rondeinternationale" (Bordeus, setembre de 2004) / coord. per Milagros Navarro Caballero, Juan José Palao Vicente, María Angeles Magallón Botaya, 2007, ISBN 2-910023-85-0, págs. 287-340.
- Onomástica vascona y aquitana: elementos para el conocimiento de la Historia Antigua de Navarra, Navarra en la Antigüedad: propuesta da actualitzación / coord. per Javier Andreu Pintat, 2006, ISBN 84-235-2853-7, págs. 111-136
- La lengua celtibérica, célticos y vetones: Torreón de los Guzmanes, Iglesia de Santo Tomé el Viejo, Avila, setembre-desembre 2001, 2004, ISBN 84-89518-76-9, págs. 200-207.
- Los alfabetos de Italia y el alfabeto latino, La escritura y el libro en la antigüedad, / coord. per Jesús Bartolomé Gómez, Milagros Maixella Sagredo, María Cruz González Rodríguez, 2004, ISBN 84-7882-547-9, págs. 55-78.
- Apéndice: imágenes y textos para la historia de los alfabetos de Italia y del alfabeto latino, amb Cirilo García Román, Apéndice: imágenes y textos para la historia de los alfabetos de Italia y del alfabeto latino / coord. per Jesús Bartolomé Gómez, Milagros Maixella Sagredo, María Cruz González Rodríguez, 2004, ISBN 84-7882-547-9, págs. 79-92 ;
- El área de Bilbao en la Antigüedad", Bilbao. El espacio lingüístico: Simposio 700 Aniversario coord. per Ana Elejabeitia Ortuondo, Juan Otaegi, Adolfo Arejita, Carmen Isasi Martínez, Nagore Etxebarria, 2002, ISBN 84-7485-792-9, págs. 103-120 ;
- Nota sobre las inscripciones ibéricas de Aubagnan, Erramu Boneta. Festschrift para Rudolf P. G. de Rijk / coord. per Xabier Artiagoitia Beaskoetxea, Patxi Goenaga Mendizabal, Joseba Andoni Lakarra, Andrinua, 2002, ISBN 84-8373-406-0, págs. 299-302 ;
- Comparación lingüística, filología y reconstrucción del Protovasco, Joseba Andoni Lakarra, "Religió, llengua i cultura prerromanas d'Hispània" / coord. per Francisco Villar, María Pilar Fernández Alvárez, 2001, ISBN 84-7800-893-4, págs. 407-438 ;
- Gallaecia e as linguas prerromanas da Península Ibérica", Galicia fai dovs mil anos o feito diferencial galego / coord. per Gerardo Pereira Menaut, Vol. 1, 1997 (Galícia fai dovs mil anus o feito diferencial galego / coord. per María Xosé Fernández Cerviño, Gerardo Pereira Menaut), ISBN 84-88908-06-7, págs. 15-50 ;
- Nuevas aportaciones a la reconstrucción del Protovasco, amb Joseba Andoni Lakarra, ""La Hispania prerromana: actas del VI Coloquio sobre lenguas y culturas prerromanas de la Península Ibérica" (Coïmbra, 13-15 d'octubre de 1994) / coord. per Francisco Villar, José D'Encarnação, 1996, ISBN 84-7481-830-3, págs. 101-146 ;
- La onomástica aquitana y su relación con la ibérica, Lengua y cultura en Hispania prerromana: actas del V Coloquio sobre lenguas y culturas de la Península Ibérica: (Colònia 25-28 de novembre de 1989) / coord. amb Francisco Villar, Jürgen Untermann, 1993, ISBN 84-7481-736-6, págs. 609-634 ;
- Las lenguas de los pueblos paleohispánicos, Los celtas: Hispania y Europa / coord. per Martín Almagro Gorbea, 1993, ISBN 84-87863-20-5, págs. 409-430 ;
- Descripción y posición lingüística del celtibérico, Memoriae L. Mitxelena magistri sacrum, Vol. 1, 1991, ISBN 84-7907-021-8, págs. 3-32 ;
- Consideraciones sobre la fórmula onomástica y la expresión del origen en algunos textos celtibéricos menores, Studia indogermanica et paleohispanica in honorem A. Tovar et L. Michelena / coord. per Francisco Villar, 1990, ISBN 84-7481-618-1, pàgs. 291-312 ;
- Reflexiones sobre el material lingüístico de los Pirineos Occidentales y Centrales en época antigua, Pirenaico navarro-aragonés, gascón y euskera: V Cursos de Verano en San Sebastian = Donostiako Udako V Ikastaroak / coord. avec Ricardo Cierbide Martinena, 1987, pàgs. 9-28 ;
- Lengua aquitana y lengua gala en al Aquitania etnográfica , Symbolae Ludovico Mitxelena septuagenario oblatae, Vol. 1, 1985, ISBN 84-600-4141-7, pàgs. 614-628 ;
- Acerca de Helasse, teónimo indígena atestiguado en Miñano Mayor (Álava), La formación de Alava: 650 aniversario del Pacto de Arriaga (1332-1982), Vol. 1, 1982, ISBN 84-505-2653-1, pàgs. 463-470.